# Damòfil (filòsof)
Damòfil (en llatí Damophylus o Demophylus, en grec antic Δαμόφιλος o Δεμόφιλος) fou un sofista i poeta grec. Se'l situa en temps de l'emperador Marcus (potser Marc Aureli), i es diu que va ser cònsol.
Els seus escrits eren molt nombrosos i Suides en menciona alguns:
- Φιλόβιβλος, el primer llibre conegut que tractava sobre els llibres que era convenient tenir (περὶ ἀξιοκτήτων βιβλίων).
- περὶ βίων ἀρχαίων, sobre la vida d'antics personatges.

Entre d'altres.